# Grupiara (gemeente)
Grupiara is een gemeente in de Braziliaanse deelstaat Minas Gerais. De gemeente telt 1.468 inwoners (schatting 2009).

## Aangrenzende gemeenten
De gemeente grenst aan Douradoquara, Estrela do Sul en Monte Carmelo.